# عصفلدين طوروسي
العِصْفَلْدِين الطوروسي نوع نباتي ينتمي إلى جنس العِصْفَلْدِين من الفصيلة الزانثوروية (باللاتينية: Xanthorrhoeaceae).

## الموئل والانتشار
الموئل الأصلي لهذا النوع هضبة الأناضول والقوقاز ومناطق الجبال الساحلية شمال غرب بلاد الشام.